# Communauté de communes Les Vals de Cher et d'Arnon
La Communauté de communes des Vals de Cher et d'Arnon est une ancienne communauté de communes française, située dans le département du Cher.
En 2017, les communautés de communes Les Terres d’Yèvre et Les Vals de Cher et d’Arnon fusionnent pour former la nouvelle communauté de communes Cœur de Berry.

## Composition
| Nom                    | Code Insee | Gentilé     | Superficie (km2) | Population (dernière pop. légale) | Densité (hab./km2) |
| ---------------------- | ---------- | ----------- | ---------------- | --------------------------------- | ------------------ |
| Lury-sur-Arnon (siège) | 18134      | Lurois      | 13,84            | 688 (2014)                        | 50                 |
| Brinay                 | 18036      | Brinaysiens | 29,48            | 528 (2014)                        | 18                 |
| Cerbois                | 18044      | Cerboisiens | 18,45            | 438 (2014)                        | 24                 |
| Chéry                  | 18064      | Chérois     | 13,54            | 212 (2014)                        | 16                 |
| Lazenay                | 18124      | Lazenais    | 30,74            | 348 (2014)                        | 11                 |
| Limeux                 | 18128      | Limosins    | 13,17            | 159 (2014)                        | 12                 |
| Massay                 | 18140      | Massayais   | 47,94            | 1 412 (2014)                      | 29                 |
| Méreau                 | 18148      | Marologiens | 18,65            | 2 582 (2014)                      | 138                |
| Poisieux               | 18182      | Pocéoliens  | 10,30            | 219 (2014)                        | 21                 |
| Preuilly               | 18186      | Preuillois  | 14,94            | 446 (2014)                        | 30                 |
| Quincy                 | 18190      | Quinçois    | 18,19            | 901 (2014)                        | 50                 |
| Sainte-Thorette        | 18237      | Tauriciens  | 26,54            | 470 (2014)                        | 18                 |

## Compétences
- Aménagement de l'espace - Études et programmation (à titre obligatoire)
- NTIC (Internet, câble...) (à titre facultatif)
- Développement et aménagement économique
  - Action de développement économique (Soutien des activités industrielles, commerciales ou de l'emploi, soutien des activités agricoles et forestières (à titre obligatoire)
  - Création, aménagement, entretien et gestion de zone d'activités industrielle, commerciale, tertiaire, artisanale ou touristique (à titre obligatoire)
  - Tourisme (à titre obligatoire)
- Développement et aménagement social et culturel
  - Activités sportives (à titre facultatif)
  - Construction ou aménagement, entretien, gestion d'équipements ou d'établissements culturels, socioculturels, socioéducatifs, sportifs (à titre optionnel)
- Énergie - Production, distribution d'énergie (à titre facultatif)
- Environnement
  - Collecte des déchets des ménages et déchets assimilés (à titre optionnel)
  - Protection et mise en valeur de l'environnement (à titre optionnel)
  - Traitement des déchets des ménages et déchets assimilés (à titre optionnel)
- Logement et habitat - Opération programmée d'amélioration de l'habitat (OPAH) (à titre optionnel)
- Voirie - Création, aménagement, entretien de la voirie (à titre optionnel)

## Historique
- 12 janvier 2006 : extension de compétences (haut débit - aide aux associations - maintien du commerce de proximité)
- 2 avril 2001 : modification du bureau
- 23 mars 2001 : adhésion de la commune de Poisieux
- 10 décembre 1999 : création du bureau
- 18 novembre 1999 : création de la communauté de communes

## Sources
- Le splaf - (Site sur la Population et les Limites Administratives de la France)
- La base aspic - (Accès des Services Publics aux Informations sur les Collectivités)